# Casa de la Responsabilidad

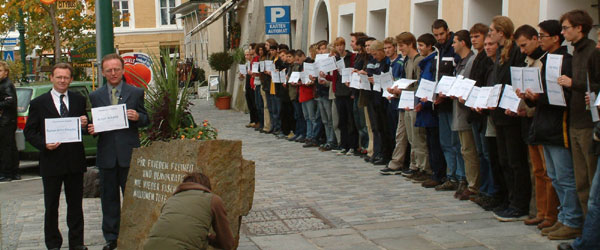
Gerhard Skiba, Andreas Maislinger y servidores a la memoria recuerdan a los Justos entre las Naciones ante la casa de nacimiento de Adolf Hitler. (2002)

El proyecto Casa de la Responsabilidad (Haus der Verantwortung, HRB) surgió en Austria, después de que Reinhold Klika del periódico Braunauer Rundschau, provocado por la participación del Partido de la Libertad de Austria en el gobierno austriaco, lanzara la colecta de firmas Braunau setzt ein Zeichen. El politólogo de Innsbruck, Andreas Maislinger, reaccionó a la llamada y propuso establecer una Casa de la Responsabilidad en la casa natal de Adolf Hitler. En su edición del 4 de mayo de 2000, el Braunauer Rundschau presentó la idea:

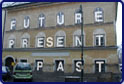
Casa de la Responsabilidad

Voluntarios procedentes de los países de la UE, prestadores del servicio civil austriaco y pasados prestadores del Servicio Austriaco en el Extranjero trabajarían y vivirían juntos en la casa. Así debe de establecerse un constante intercambio de ideas. La planta está previsto para la superación de la herencia indeseada del pasado nazi. Las actividades en el primer piso están dedicadas al presente, ofreciendo apoyo concreto a la gente, por ejemplo por el Servicio Austriaco en el Extranjero, o por proyectos en favor de los derechos humanos o del tercer mundo. En el segundo piso, ideas para un futuro más pacífico serían elaboradas.
El fundamento filosófico del proyecto Casa de la Responsabilidad es el libro El principio de responsabilidad de Hans Jonas.

## Realización
En los años siguientes, el proyecto no pudo ser realizado. Se quedó solamente la idea de asumir responsabilidad justamente en la ciudad natal de Adolf Hitler.
En 2002 miembros del Servicio Austriaco de la Memoria conmemoraron a los Justos entre las Naciones de Austria. En 2005 el propietario de una casa vecina a la casa natal de Hitler le ofreció a Andreas Maislinger que el proyecto fuera realizado en su casa.
En octubre de 2009, en una entrevista con el periódico austriaco Kurier, el alcalde de Braunau Gerhard Skiba mencionó por primera vez sobre una posible realización de una “Casa de Paz” o una “Casa de Responsabilidad” en la casa natal de Adolf Hitler.
En septiembre de 2012, su sucesor, el alcalde Johannes Waidbacher (ÖVP), dijo en una entrevista con el periódico Der Standard que le gustaría más crear algunos apartamentos de lujo en dicha casa. Por el contrario el diputado Harry Buchmayr (SPÖ) quien es de Braunau prestó su apoyo al proyecto Casa de la Responsabilidad de Andreas Maislinger en entrevistas.